# Gong Zhenqi
Det här är en artikel om en person med kinesiskt personnamn; Gong är familjenamnet.
Gong Zhenqi (kinesiska: 龚振奇), född 2 november 2009, är en kinesisk simmare.

## Karriär
I februari 2024 vid VM i Doha var Gong en del av Kinas kapplag som tog guld på 4×200 meter frisim.